# Містер Доля
«Містер Доля» (англ. Mr. Destiny) — американський фантастичний комедійний фільм 1990 р. Головні ролі виконували Джеймс Белуші, Лінда Гамільтон, Джон Ловітц, Майкл Кейн, Кортні Кокс і Рене Руссо.

## Сюжет
Історія починається з «найдивнішого дня» життя Ларі Берроуза (Джеймс Белуші), що складається з серії коміксів і драматичних поневірянь. Ларрі звинувачує всі свої проблеми через один момент життя, що якби він вдарив під час гри в бейсбол у середній школі гри точно в ціль, все було б по-іншому.
Одного разу у Ларі трапляється велика неприємність: піддавшись на вмовляння батька, він таємно проникає в кабінет начальства з метою ознайомитися з документами про незаконний продаж компанії. План зривається, коли шеф раптово повертається і знаходить Ларі, який сховався під столом. Ларрі звільнений, до того ж машина ламається по дорозі додому, посеред безлюдної вечірньої вулиці. І все це відбувається в його день народження. Незважаючи на підтримку і подарунок від свого найкращого друга, головний герой у розпачі. Йти ніде, в очікуванні на тягач, Ларі вбиває час в найближчому барі із барменом Майком (Майкл Кейн). Уважний слухач історій Ларі, Майк пригощає того незвичайним коктейлем, і життя Ларрі змінюється.

## Ролі
- Джеймс Белуші — Ларі Джозеф Берроуз. Головний герой фільму. Нормальний чоловік зі звичайним життям, який хоче, щоб все було інакше. Його бажання здійснюється, він стає президентом компанії з великим будинком.
- Лінда Гамільтон — Еллен Джейн Берроуз/Робертсон. Кохана дружина Ларі в оригінальній реальності. Вона є головою профспілки. В альтернативній реальності дивиться на Ларі з великим презирством.
- Майкл Кейн — Майк Бармен/ Містер Доля. Бармен і ангел-хранитель, як персонаж, він відповідає за показ Ларі варіанту його іншого життя.
- Джон Ловітц — Кліп Мецлер. Впродовж усього життя найкращий друг Ларі. Показано, що він жартівник і дамський угодник. В альтернативній реальності Кліп страждає від низької самооцінки.
- Гарт Бохнер — Нільс Пендер. Антагоніст фільму. Керівник відділу Ларі на роботі, який розробляє схеми, щоб привласнити компанію.
- Рене Руссо  — Сінді Джо Бампер/Берроуз. Приваблива дочка Лео Хансена. В альтернативній реальності вона дружина Ларі.
- Кортні Кокс  — Джевел Джаггер. Оператор навантажувача.

## Виробництво
Частина фільму знята в Вінстон-Салемі, штат Північна Кароліна.

## Критика
Рейтинг фільму на сайті IMD — 6,3/10.